# The Encyclopedia of Mineralogy
The Encyclopedia of Mineralogy — мінералогічна енциклопедія під редакцією К. Фрея. Перше видання — у США, 1981 р., 794 сторінки (перевидано видавництвом Springer у 1983 році. Мова — англійська.

## Загальна характеристика
Дає комплексне, фундаментальне уявлення про науку мінералогію. Містить більше 140 оглядових статей всесвітньо відомих вчених і науковців що описують конкретні області мінералогії, а також глосарій описів 3000 мінералів. Докладно описані понад 500 мінералів. Енциклопедія мінералогії є цінним джерелом довідкової інформації для професіоналів-геологів, для викладачів природничих наук та всіх хто цікавиться мінералогією.
Окрім традиційних тем — описів основних структурних груп, методів аналізу мінералів та парагенезу видів мінералів — Енциклопедія мінералогії охоплює такі теми, як азбестоподібні мінерали, мінерали, знайдені в печерах та живих істотах, а також дорогоцінні камені та гемологія. Він містить актуальні дані про місячні корисні копалини. Описує властивості, характеристики та використання промислових ресурсів, таких як абразивні матеріали та портландцемент. Містить предметний покажчик, великі перехресні посилання на суміжні теми, а також списки посилань на довідкову інформацію та детальну розширену розробку всіх тем.

## Інтернет-ресурси
- The Encyclopedia of Mineralogy by Keith Frye (1981, Hardcover). Publisher  :  Springer; 1983rd edition (December 31, 1981). Language  :  English. Hardcover  :  814 pages. ISBN-10  :  0879331844. ISBN-13  :  978-0879331849

## Переклади
- Переклад російською мовою: Минералогическая энциклопедия, Л.: Недра 1985. — 512 с.